# Aspanlestes aptap
Aspanlestes aptap — викопний вид дрібних травоїдних плацентарних ссавців родини Zhelestidae. Скам'янілі рештки знайдені у відкладеннях формування Бісекти у пустелі  Кизилкум в Узбекистані. Всього відомо 6 знахідок, які складаються з нижніх щелеп та зубів. Вид мешкав у кінці крейдяного періоду, 89-86 млн років тому.